# Karel Putrih
Karel Putrih, slovenski kipar, * 14. november 1910, Ljubljana, † 6. september 1959, Ljubljana.

## Življenjepis
Po osnovnem seznanjanju s kiparstvom v srednji šoli v Ljubljani se je šolal na akademiji v Pragi. Uveljavil se je že v skupini Neodvisni pred začetkom druge svetovne vojne, predvsem s figuraliko. Delal je prve javne spomenike (npr. v Žireh) in celo kipe za vladajočo elito (Kopalka, Brdo pri Kranju). Putrih je največ ustvarjal v kamnu, žgani glini, bronu in vosku. Pogosto je  modeliral ženske akte, drugo figuraliko in portrete.Pri javnih naročilih je veliko ustvarjal skupaj z Zdenkom Kalinom. 
Od leta 1950 do smrti je bil Putrih tudi profesor na ljubljanski Akademiji za likovno umetnost.
Leta 1959 je skupaj z Zdenkom Kalinom prejel Prešernovo nagrado »za plastiko na poslopju Ljudske skupščine LRS«. Njegove plastike so urejene kot friz nad vhodi in pod okni. Simbolno učinkujejo kot balkonska ograja. Ponazarjajo različne ljudi novega časa, njihovo ustvarjalnost od učenja do elektrifikacije, rudarjenje, kmetijstvo in ribištvo. Levi rob oblikujejo tri žene, desni trije možje. Vse figure so gole. Portal parlamenta je nekakšen labodji spev Putrihovega ustvarjanja.
Kiparja sta tudi njegov sin Boštjan Putrih in vnuk, vsestranski ustvarjalec Tobias Putrih. 

## Dela
- Kopalka, akt, bron, 1940, Brdo pri Kranju, v parku
- Torzo
- Spomenik talcem, bron, 1945, Ulica talcev, Ljubljana
- Odmev, pred Moderno galerijo, Ljubljana
- Spomenik žrtvam fašizma na sv. Urhu pri Ljubljani, dokončan 1955 (arhitekt B. Kobe, soustvarjalec Z. Kalin)
- Portal na tedanji Ljudski skupščini (današnji Državni zbor), Ljubljana, skupaj z Z. Kalinom
- Osnutek za spomenik neznanemu političnemu jetniku
- Kipi v parku Brdo pri Kranju, prej Vila Bled (Bombašica, Rudar - Delavec s kompresorjem)
- Figura na fontani pred Srednjo gradbeno šolo, Ljubljana (ukradena)